# Hugo Gernsback
Hugo Gernsback (Luxembourg, 1884. augusztus 16. – New York, 1967. augusztus 19.) luxemburgi–amerikai író, feltaláló, szerkesztő és folyóirat-kiadó, többek között az első sci-fi magazin kiadója.
1925-ben Gernsback alapította a WRNY rádióállomást.

## Magánélete
Háromszor nősült: Rose Harvey (1906), Dorothy Kantrowitz (1921) és Mary Hancher (1951) voltak a feleségei.

## Elismerései
1954-ben megkapta a luxemburgi Tölgykorona rend tiszti fokozatát. A róla elnevezett (1993-tól) Hugo-díjat 1960-ban kapta meg.